# Lobogeniates curvidens
Lobogeniates curvidens är en skalbaggsart som beskrevs av Ohaus 1922. Lobogeniates curvidens ingår i släktet Lobogeniates och familjen Rutelidae. Inga underarter finns listade i Catalogue of Life.